# Узнет
Узнет — узбекистанская часть сети Интернет.
Узбекистанский домен .uz был зарегистрирован 29 апреля 1995 года, но компьютерные сети (в первую очередь Фидонет) появились в Узбекистане ещё раньше. В Узнете распространён русский язык, что позволяет «частично включать» Узнет в Рунет. Среди сайтов на узбекском языке — Узбекская Википедия. Часто под Узнетом понимается сеть обмена трафиком Tas-IX, так как у многих провайдеров доступ к ресурсам внутри Tas-IX является бесплатным для их абонентов.

## История
Доменная зона .uz была зарегистрирована 29 апреля 1995 года и находилась в свободном пользовании до конца 2001 года, когда права на администрирование доменной зоны были приобретены немецкой компанией Euracom Equipment GmBH, представитель в Узбекистане компания Tomas.
В декабре 2002 года права на доменную зону .uz были переданы центру UZINFOCOM, входящему в систему Узбекского агентства связи и информатизации, который владеет ими до настоящего времени.
25 февраля 2010 года был зарегистрирован 10 000-й домен, 2 ноября 2011 года — 13 000-й, 11 февраля 2013 года — 16 000-й, в августе 2015 года количество зарегистрированных доменов превысило 23 000.
По примерным оценкам, количество пользователей Интернета в 2007 году в Узбекистане составляло около миллиона человек, в 2009 — 2,1 млн, в 2011 — 7,5 млн, в 2012 — 8,8 млн. В 2015 году по данным министерства по развитию информационных технологий и коммуникаций количество пользователей Интернета превысило 12 млн человек, в 2016 — 13 млн, в 2017 — 14,7 млн, в 2022 — 31 млн.
Ёмкость внешнего Интернет-канала Узбекистана на 1 декабря 2018 года составила 1,2 Тбит/с.